# Bulbophyllum placochilum
Bulbophyllum placochilum är en orkidéart som beskrevs av Jaap J. Vermeulen. Bulbophyllum placochilum ingår i släktet Bulbophyllum och familjen orkidéer. Inga underarter finns listade i Catalogue of Life.